# Русановский сельсовет (Московская область)
Русановский сельсовет — упразднённая административно-территориальная единица, существовавшая на территории Коробовского района Московской области до 1936 года. Административным центром была деревня Русановская.

## История
В 1923 году Русановский сельсовет находился в составе Дмитровской волости Егорьевского уезда Московской губернии.
В 1925 году Русановский сельсовет вместе с Епифановским был преобразован в Пиравинский, но уже в 1926 году Русановский сельсовет был вновь восстановлен. В ходе реформы административно-территориального деления СССР в 1929 году Русановский сельсовет вошёл в состав Дмитровского района Орехово-Зуевского округа Московской области. В 1930 году округа были упразднены, а Дмитровский район переименован в Коробовский.
К 1936 году в состав Русановского сельсовета входили деревни Русановская, Вальковская и Парфёновская.
21 августа 1936 года Русановский сельсовет был упразднён, а его территория передана Пиравинскому сельсовету.